# Horornis diphone

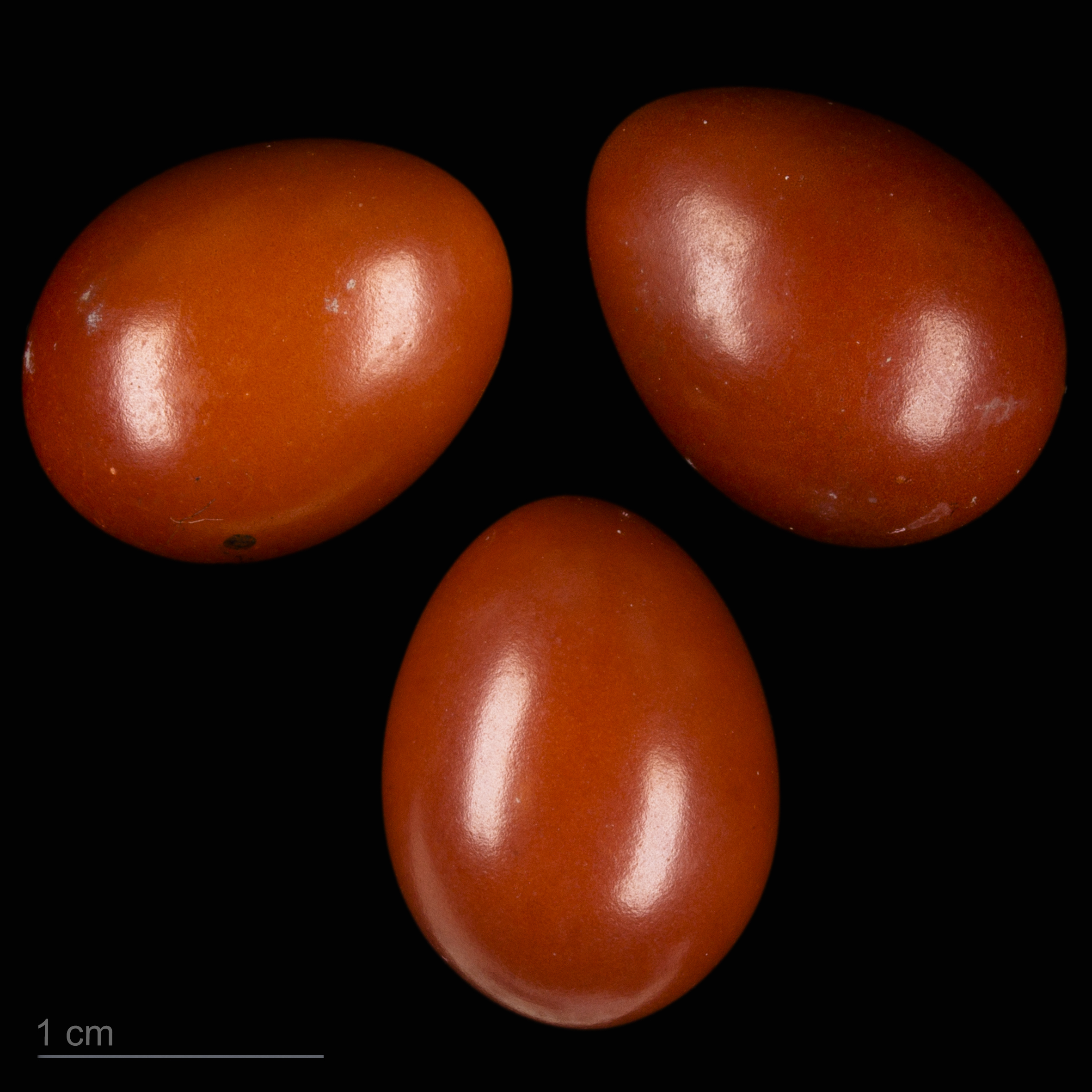
Uova di Horornis diphone cantans - Museo di Tolosa

L'usignolo dei cespugli giapponese (Horornis diphone (Kittlitz, 1830)) è un uccello passeriforme della famiglia Cettiidae.
Il nome può trarre in inganno, dato che non si tratta di un usignolo (che è della famiglia Muscicapidae) e non va confuso con l'usignolo del Giappone.
È anche noto con il nome giapponese di uguisu (ウグイス?).